# جخيش (غوهران)
جخیش (بالفارسية: جخیش) هي قرية تقع في إيران في قسم غوهران الريفي. يقدر عدد سكانها بـ 21 نسمة بحسب إحصاء 2016.